# Hold Your Head Up
Hold Your Head Up è un album raccolta degli Argent, pubblicato dalla CBS Records nel 1978.

## Tracce
Lato A
1. Hold Your Head Up – 6:25 (Rod Argent, Chris White) – Tratto dall'album All Together Now (1972)
2. Liar – 3:14 (Russ Ballard) – Tratto dall'album Argent (1970)
3. Celebration – 2:52 (Rod Argent, Chris White) – Tratto dall'album Ring of Hands (1971)
4. Tragedy – 4:46 (Russ Ballard) – Tratto dall'album All Together Now (1972)
5. Man for All Reasons – 4:44 (Russ Ballard) – Tratto dall'album Nexus (1974)

Lato B
1. God Gave Rock and Roll to You – 6:45 (Russ Ballard) – Tratto dall'album In Deep (1973)
2. Thunder and Lightning – 5:05 (Russ Ballard) – Tratto dall'album Nexus (1974)
3. Like Honey – 3:15 (Rod Argent, Chris White) – Tratto dall'album Argent (1970)
4. It's Only Money – 4:04 (Russ Ballard) – Tratto dall'album In Deep (1973)
5. Highwire – 3:20 (Rod Argent) – Tratto dall'album Circus (1975)

## Musicisti
Hold Your Head Up e Tragedy
- Rod Argent - organo, voce
- Russ Ballard - chitarra, voce
- Russ Ballard - pianoforte (brano: Tragedy)
- Jim Rodford - basso
- Robert Henrit - batteria

Liar e Like Honey
- Rod Argent - organo, pianoforte, pianette
- Rod Argent - voce solista (brano: Like Honey)
- Russ Ballard - chitarra
- Russ Ballard - voce solista (brano: Liar)
- Jim Rodford - basso, accompagnamento vocale
- Robert Henrit - batteria, percussioni

Celebration
- Rod Argent - tastiere, voce
- Russ Ballard - chitarra, voce
- Jim Rodford - basso, voce
- Robert Henrit - batteria

Man for All Reasons e Thunder and Lightning
- Rod Argent - organo, pianoforte elettrico, voce
- Russ Ballard - chitarra, voce
- Jim Rodford - basso, chitarra, voce
- Robert Henrit - batteria, percussioni

God Gave Rock and Roll to You
- Rod Argent - organo, pianoforte elettrico, voce
- Russ Ballard - chitarra elettrica, chitarra acustica, voce solista
- Jim Rodford - basso, voce
- Robert Henrit - batteria

It's Only Money
- Rod Argent - organo, voce
- Russ Ballard - chitarra elettrica, voce solista
- Jim Rodford - basso, voce
- Robert Henrit - batteria

Highwire
- Rod Argent - organo, pianoforte, pianoforte elettrico, mellotron, sintetizzatore moog, voce
- John Grimaldi - chitarra solista, violoncello, mandolino, voce
- Jim Rodford - basso
- Robert Henrit - batteria, percussioni